# ジョン・ウォリック・スミス
ジョン・ウォリック・スミス（John "Warwick" Smith、1749年7月26日 - 1831年3月22日）は、イギリスの水彩画家、イラストレーターである。イタリアやイングランドなどの風景画を描いたことで知られている。

## 略歴
イングランド北部、カンバーランドのカーライル近くのIrthingtonという村に生まれた。父親は庭師で、退役軍人のジョン・バーナード・ギルピン(John Bernard Gilpin）の邸で働いていた。ギルピンはアマチュア画家で兄弟や何人かの息子が芸術に関わった人物で、スミスは、動物画家として知られるソーリー・ギルピン(Sawrey Gilpin: 1733-1807)から絵を学ぶことができた。
風景画家として評判になり、1784年から1792年まで、版画家のサミュエル・ミディマン(Samuel Middiman)が出版した「Select Views in Great Britain」のために雇われて下絵を描いた。ウォリックシャーのウォリックに邸宅を持つ第2代ウォリック伯、ジョージ・グレヴィルから支援を受け、伯爵の支援で1776年から1781年の間、イタリアを旅し 、当時イタリアで活動していたフランシス・タウンやトーマス・ハーン(Thomas Hearne)、ウィリアム・パースといったイギリス人画家と知り合った。この頃からウォリック・スミスの通称で呼ばれることになった 。
1781 年にフランシス・タウンと共にイタリア北部の湖やスイスを旅した後、イギリスの戻り、ウォリックで暮らした。1784年からしばしばウェールズを訪れ、1780 年代後半から1790年代前半にかけて湖水地方を旅した。1783年にウォリックで結婚した。1785年から1786年にかけて、ウォリック伯と再びイタリアを訪れた。この頃、ウォーリック・スミスの作品は版画にされて、「Select Views in Italy」 (1792–6)や「Views of the Lakes of Cumberlan」(1791–5)や「Britannia Depicta」、「Tour through Wales」(1794)が出版された。
1807年にロンドンに移り、ロンドンの水彩画家協会(Society of Painters in Water Colours、後のRoyal Watercolour Society)に作品を出展を始め、1823年に退会するまで、協会の展示会の主要な出展者になった。1814年と1817年、1818年に水彩画家協会の会長を務めたのを始め何度も協会の役員に選ばれた。
1831年にロンドンで没した。

## 作品

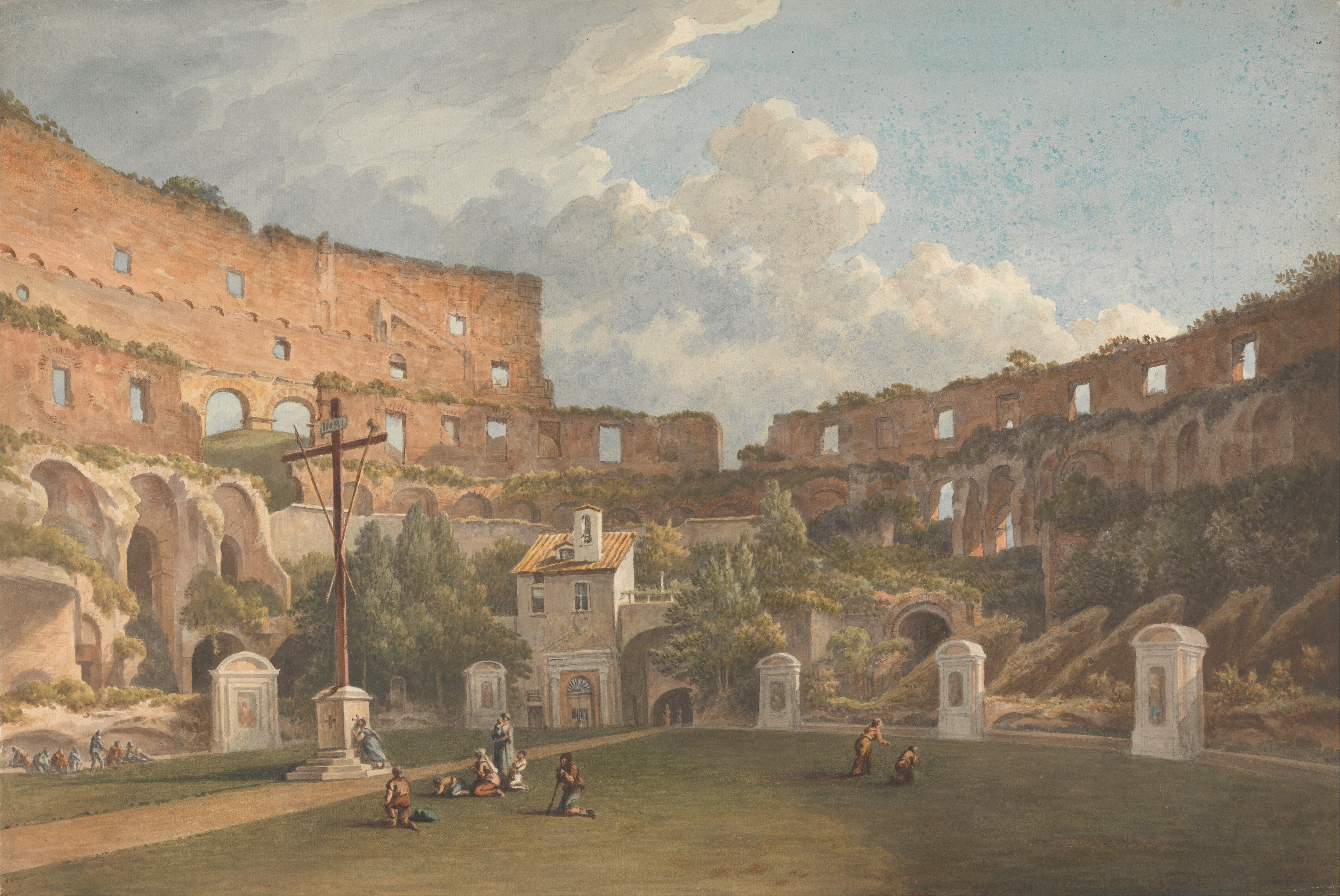
ローマのコロッセオの眺め
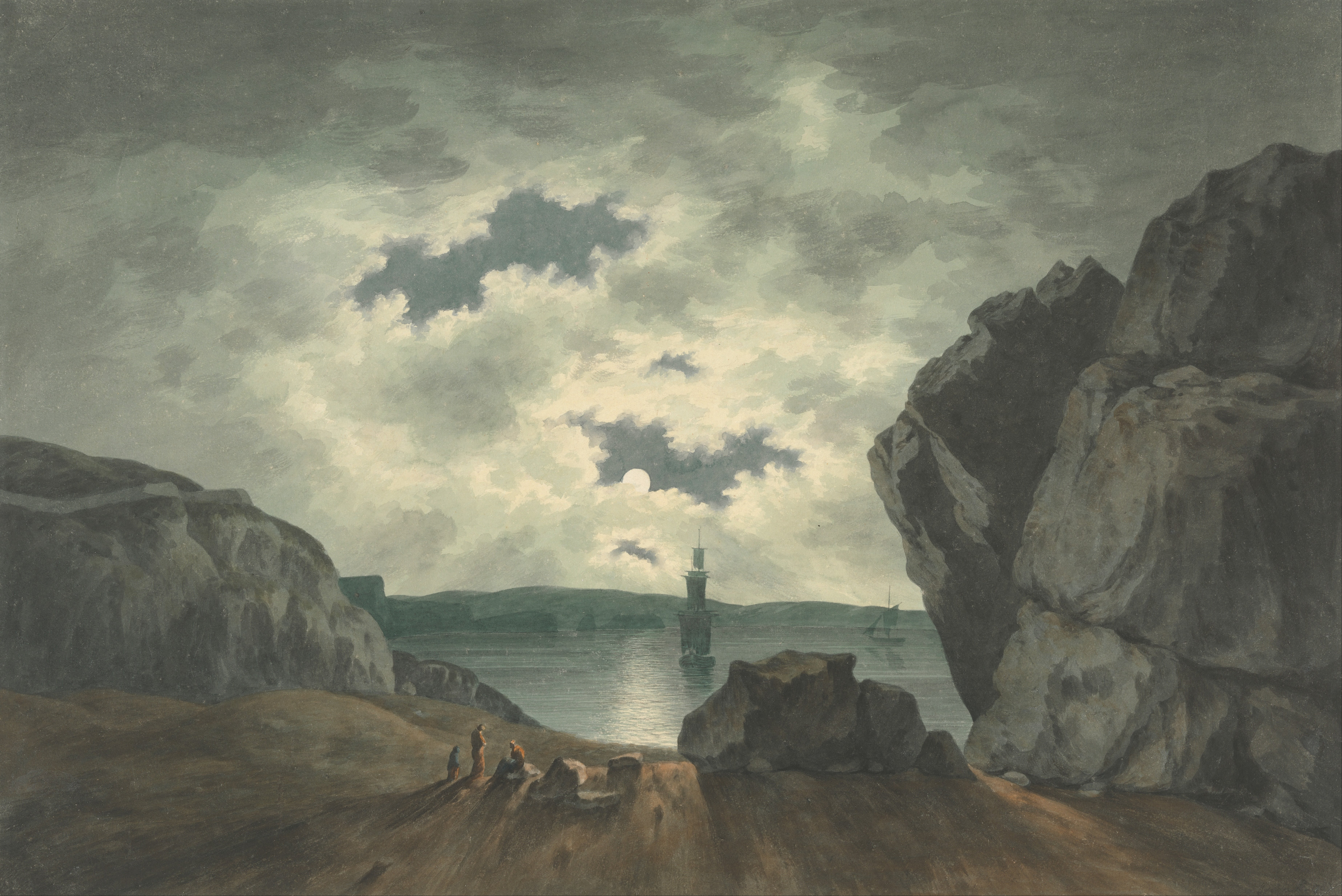
朝の入り江の風景
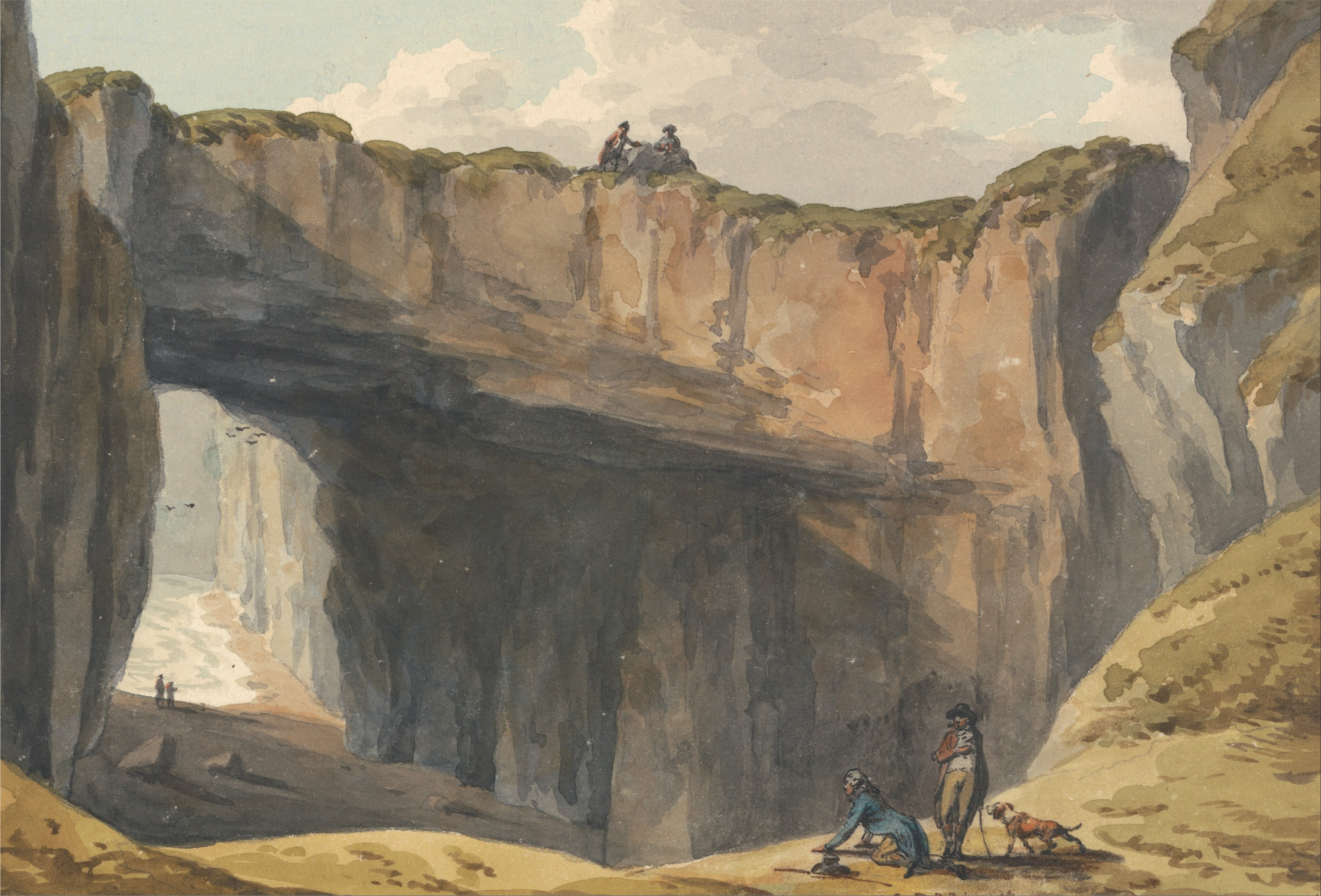
キャッスル岬(Castle Point)
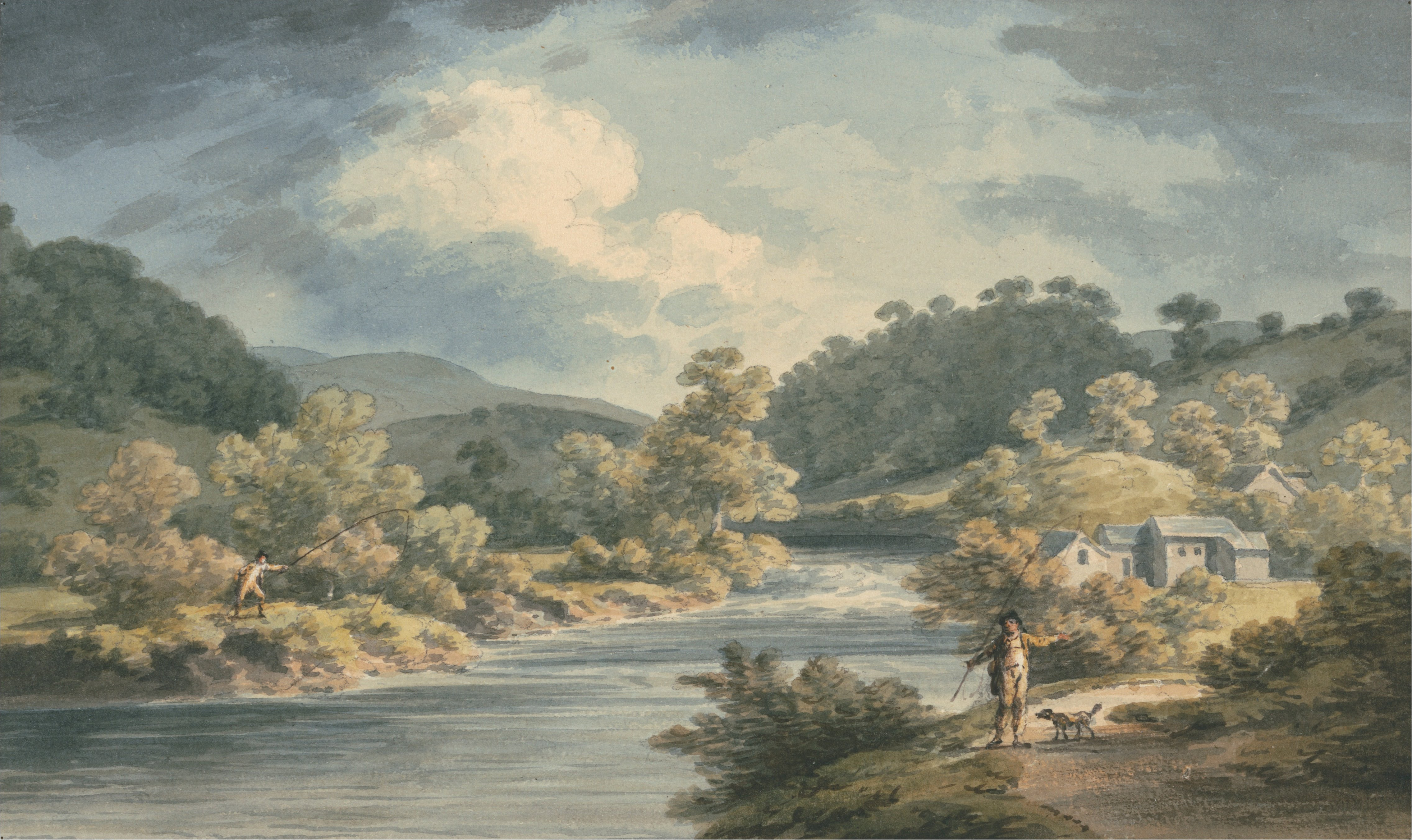
マイフォドの谷の釣り人
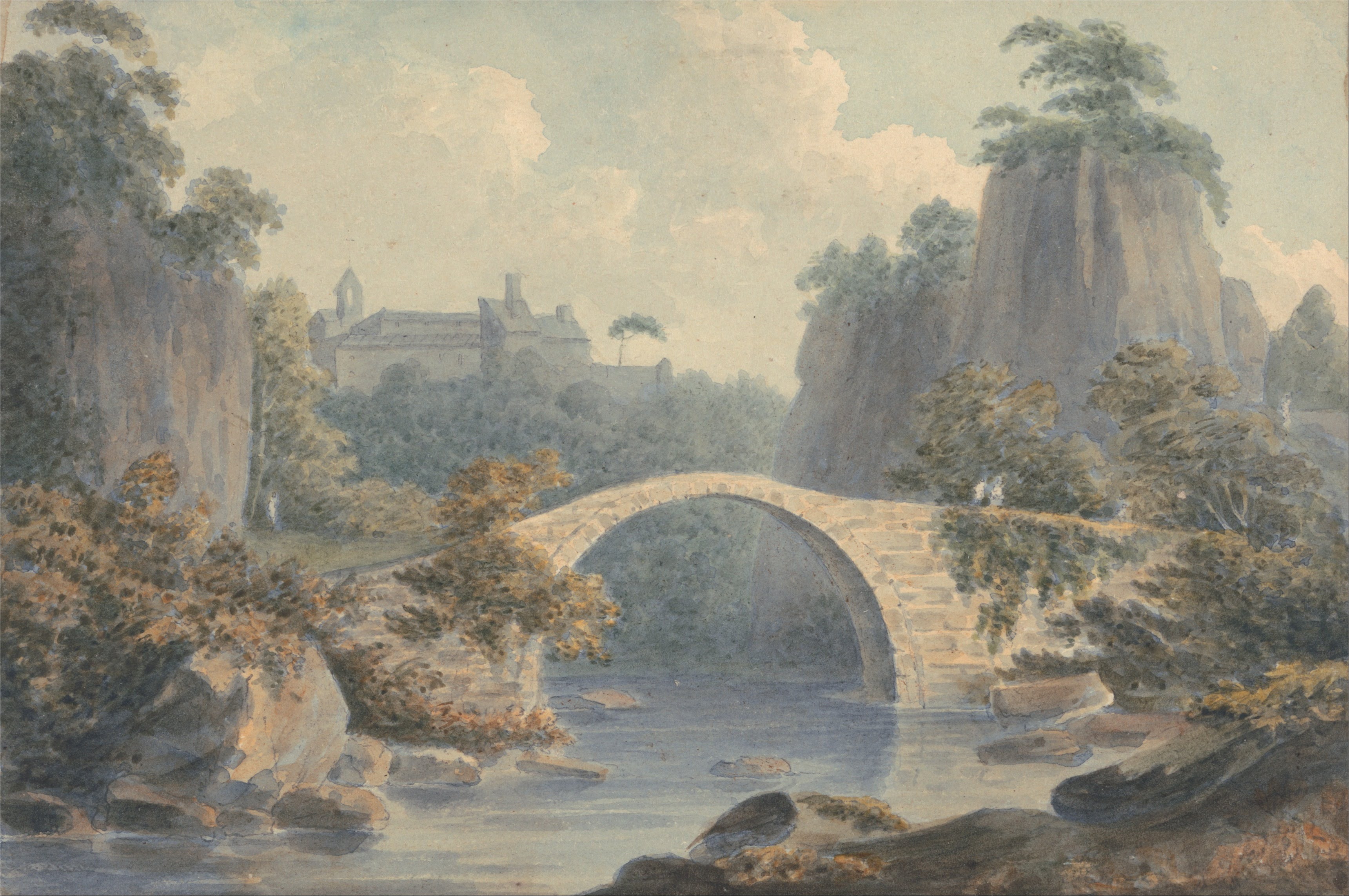
アーチ橋のある風景
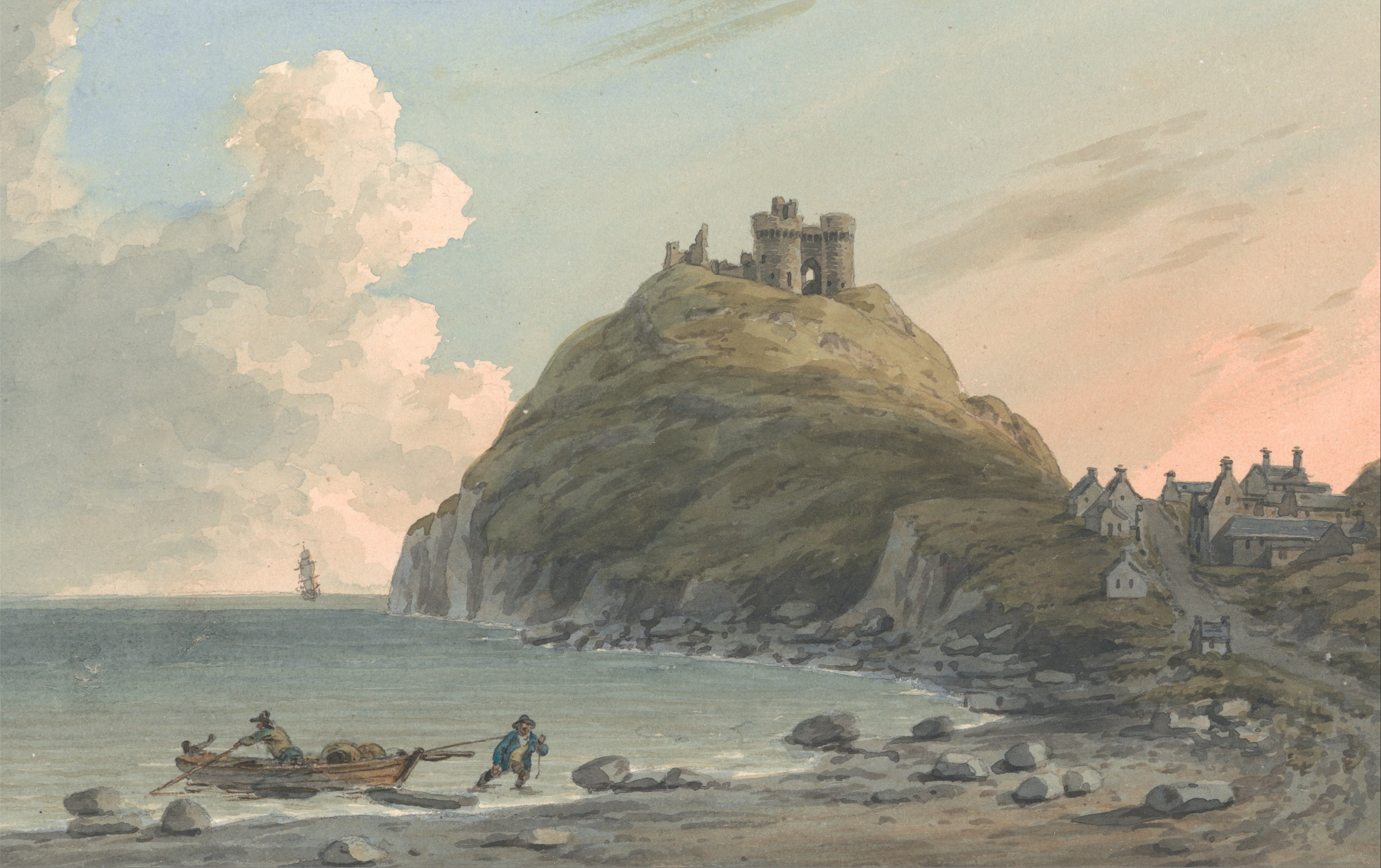
クリクキエス城の遺跡